# 加文·威廉姆森
爵士，CBE（1976年6月25日—），英國國會議員、前教育大臣，為保守黨黨員。

## 生平
毕业于布拉德福德大学。自2010年開始擔任南斯塔福德郡選區選出的英國下議院議員。他當選國會議員前在2001年當選郡議員。於2016年7月，經首相文翠珊委任為保守黨黨鞭。2017年房應麟爵士下台後，他接任其職務，獲委任為国防大臣。
2019年5月1日，韋廉信被指控，洩露秘密安全會議上有關華為的讨论，举行聽証會後，首相特雷莎·梅决定解除其国防大臣一职，唐寧街十號的声明称，首相已“失去对威廉姆森继续担任此职的信心”，并宣称有“令人信服的证据”证明威廉姆森是泄密者。威廉姆森本人对英國廣播公司（BBC）记者表示否认此指控。
2019年7月24日，威廉姆森被新当选为英国首相的鲍里斯·约翰逊任命为英国教育大臣。
2021年9月初，韋廉信在接受傳媒Evening Standard訪問時表示曾與曼聯球星拉舒福特就英國教育事務以Zoom進行視像會面，但遭揭發他把真正與會的英格蘭欖球名將Maro Itoje與拉舒福特搞混。該名曾抨擊基層學童膳食問題的英格蘭國腳亦旋即在推特發文恥笑。其後韋廉信回應自己"犯了一個真正的錯誤"。
同月15日，韋廉信在約翰遜新一輪重組內閣中遭辭退。
2022年11月初，韋廉信被指涉及職場欺凌後，宣佈辭去由首相辛偉誠於同年10月所提名的不管部國務大臣一職。韋廉信被指上月向保守黨首席黨鞭莫韻婷發送連串充滿咒罵的短訊，並在擔任國防部長期間，向一名高級公務員表示要對方割斷自己的喉嚨，事件已經交由獨立投訴及申訴機構處理。
韋廉信在辭職信中表示，已經就發出的訊息向收件人致歉，但不接受對他行為的指控。他說事件分散公眾對政府良好工作的注意力，決定辭職。

## 外部連結
- 官方网站
- 加文·威廉姆森的X（前Twitter）
- 議會網站（页面存档备份，存于）
- 保守黨網站

| 大不列颠及北爱尔兰联合王国国会 | 大不列颠及北爱尔兰联合王国国会      | 大不列颠及北爱尔兰联合王国国会 |
| ------------------------------ | ----------------------------------- | ------------------------------ |
| 前任者： 高麥克                | 英國下議院南斯塔福德郡議員 2010年－ | 現任                           |
| 官衔                           |                                     |                                |
| 前任者： 夏伯文                | 下議院首席黨鞭 2016年－2017年       | 繼任： 朱利安·史密斯           |
| 前任者： 夏伯文                | 財政部政務次官 2016年－2017年       | 繼任： 朱利安·史密斯           |
| 前任者： 房應麟爵士            | 英国国防大臣 2017年–2019年          | 繼任： 莫佩琳                  |
| 前任者： 達米安·海因斯         | 教育大臣 2019年–2021年              | 繼任： 納齊姆·扎哈維           |
| 政党职务                       |                                     |                                |
| 前任者： 夏伯文                | 下議院保守黨黨鞭長 2016年－2017年   | 繼任： 朱利安·史密斯           |